# Игры полуострова Юго-Восточной Азии 1963
Игры полуострова Юго-Восточной Азии 1963 года, которые должны были стать 3-ми Играми полуострова Юго-Восточной Азии не состоялись из-за сложной внутренней обстановки в Камбодже, а также из-за разногласий с ИААФ. Было решено провести 3-и Игры полуострова Юго-Восточной Азии в 1965 году в Лаосе, но впоследствии Лаос был вынужден отказаться от чести их приёма из-за финансовых трудностей. На помощь пришла Малайзия, и третьи Игры полуострова Юго-Восточной Азии состоялись в 1965 году в Куала-Лумпуре.